# Graeophonus
Genre
Graeophonus est un genre éteint d'amblypyges du sous-ordre des Paleoamblypygi.

## Distribution
Les espèces de ce genre ont été découvertes en Angleterre à Coseley, au Canada sur l'île du Cap-Breton et aux États-Unis en Illinois dans la formation Mazon Creek. Elles datent du Carbonifère.

## Liste des espèces
Selon The World Spider Catalog (version 18.5, 2018) :
- † Graeophonus anglicus Pocock, 1911
- † Graeophonus carbonarius (Scudder, 1876)
- † Graeophonus scudderi Pocock, 1911

## Publication originale
- (en) Scudder, 1890 : Illustrations of the Carboniferous Arachnida of North America, of the orders Anthracomarti and Pedipalpi. Memoirs of the Boston Society of Natural History, vol. 4, p. 443–456 (texte intégral).